# Hertford
|  | Per a altres significats, vegeu «Hertford (Carolina del Nord)». |

Hertford (pronunciat /ˈhɑːrᵗfərd/) és un municipi del Regne Unit, situat al comtat de Hertfordshire (Anglaterra) i és la capital d'aquest comtat. La ciutat de Hartford als Estats Units d'Amèrica, que es pronuncia igual com aquesta, va ser fundada per un sacerdot purità de Hertford.

## Localització

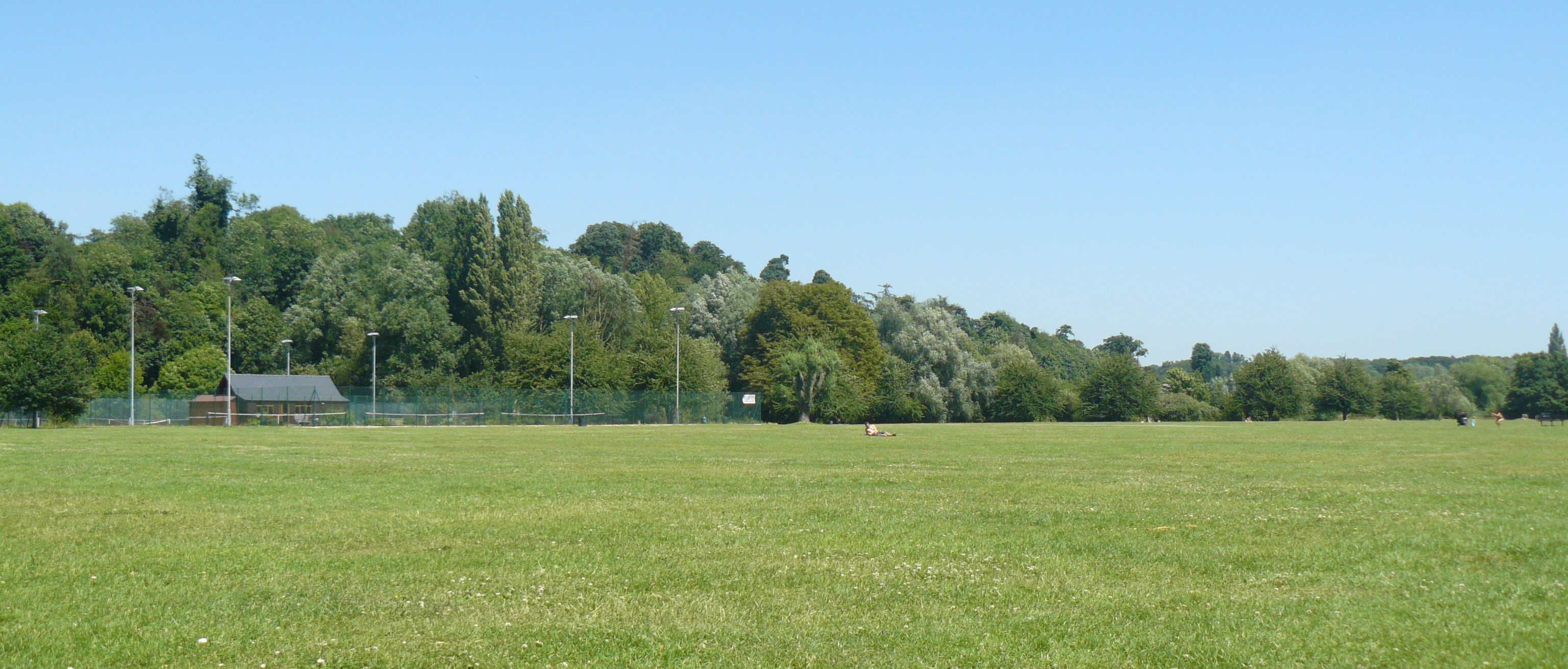
Hartham Common.

Hertford està en una vall on conflueixen quatre rius: el Rib, el Beane, el Mimram, que s'uneixen al riu Lea, el qual baixa cap al sud e desembocar al Tàmesi passat el pantà del castell de Hertford. Aquesta vall compartida s'anomena Hartham Common i està, en part, incorporada a la ciutat com a parc públic natural. E tram del riu Lea des de Hertford fins al Tàmesi està regulat artificialment amb comportes per a la seva navegabilitat, aquesta obra s'anomena Lee Navigation.
Les localitats més properes són: Hertford Heath, Hertingfordbury i Waterford.

## Història

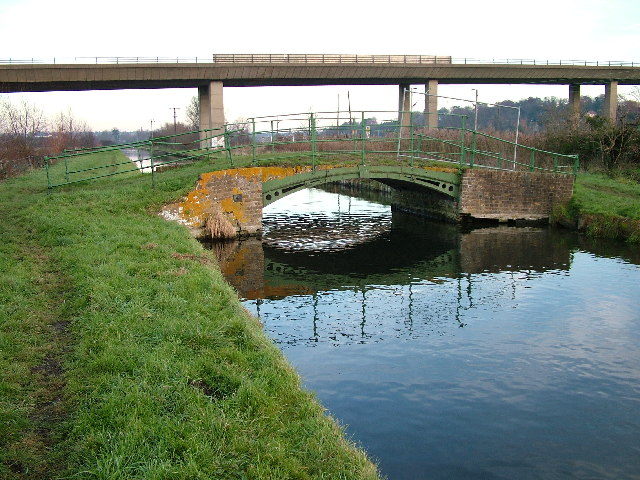
Pont antic i modern de Hertford.

La primera referència escrita sobre aquesta ciutat apareix en l'obra de Beda Història eclesiàstica dels anglesos, de l'any 731, on té la forma "Herutford". "Herut" és la manera com s'escrivia en anglès antic la paraula "hart", que vol dir «cérvol adult»; això unit a la paraula ford («gual») dona el significat de «el gual on es troben cérvols». En el Domesday Book, escrit el 1086 el nom ja apareix escrit amb la forma actual".
L'any 673 va haver el primer sínode dels bisbes d'Anglaterra i probablement es va fer aquí o a Hartford, (Cambridgeshire). El va convocar Teodor de Tars i entre les decisions que van prendre estava calcular la data de la Pasqua. El 912, el rei Eduard el Vell va manar la construcció de dues fortificacions (burhs) properes al gual del riu Lea, com a defensa contra les incursions dels vikings. En l'època del Domesday Book, Hertford tenia dues esglésies, dos mercats i tres molins. Els normands van construir un castell de mota i Ralph de Limesy va ordenar la fundació d'un monestir.

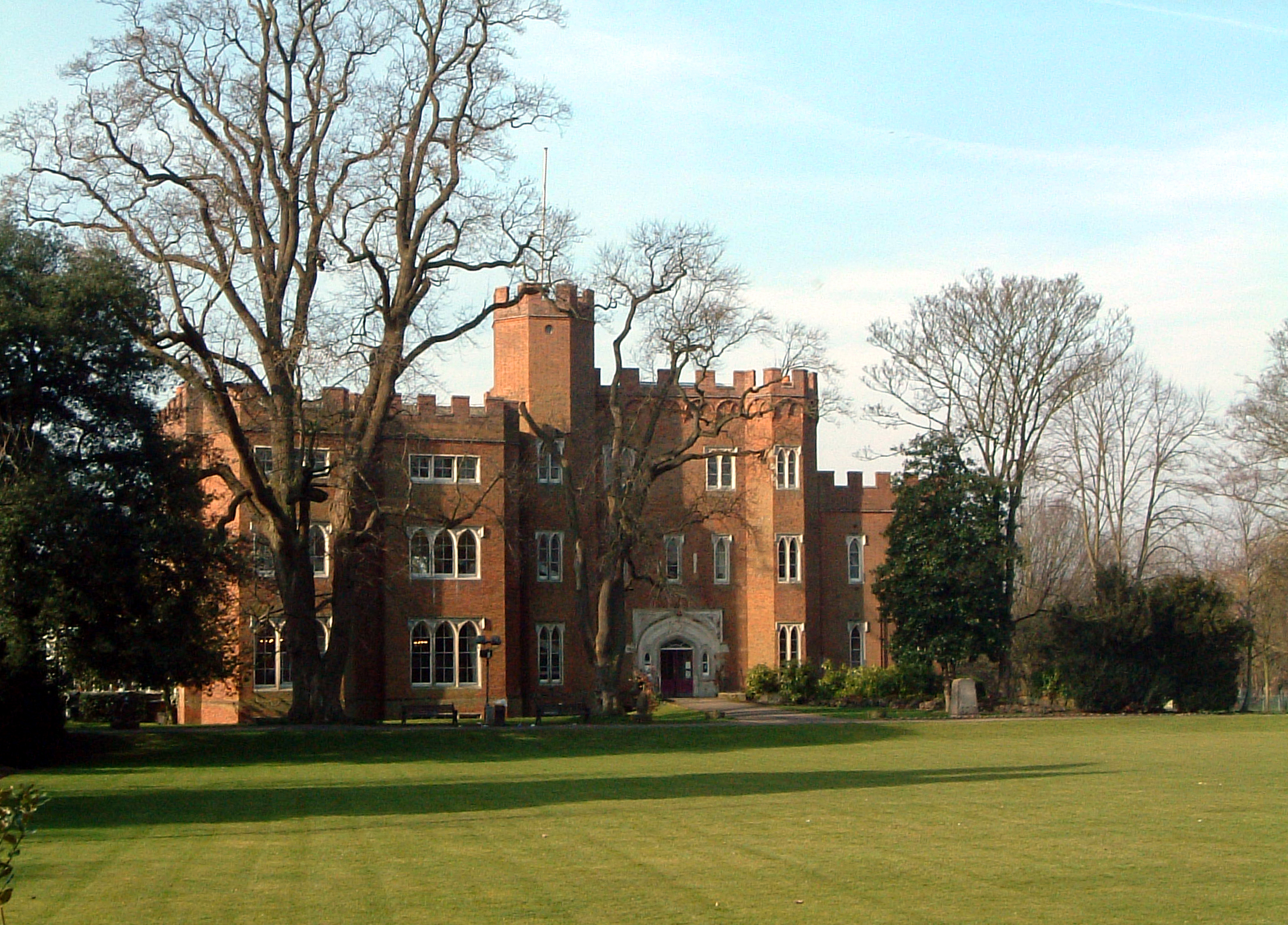
El castell després de moltes reformes.

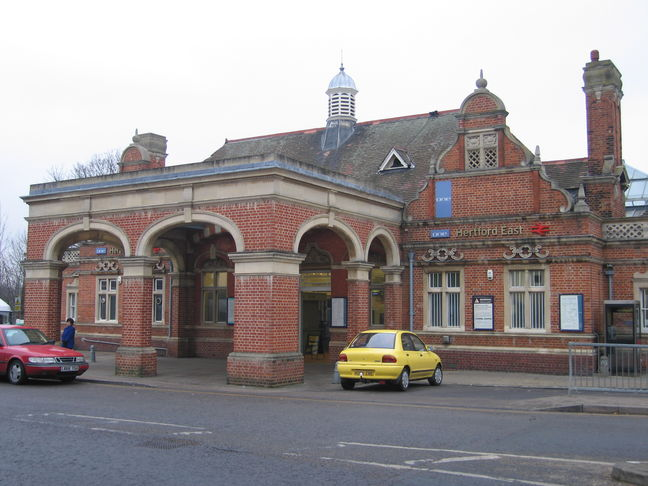
Estació de ferrocarril.

En època del rei Enric II es va reconstruir en pedra el castell, però el 1216, durant la primera revolta dels barons va ser assetjat pel príncep Lluís de França i capturat després de 25 dies de resistència. Aquest castell era freqüentat per la reialesa anglesa i el 1358 hi va morir la reina Isabel, esposa d'Eduard II. El 1536 el monestir, i tots els altres del país, va ser prohibit i després de ser abandonat va acabar demolit. Uns anys després, el 1563, va haver a Londres una epidèmia de pesta i els membres del parlament van venir al castell de Hertford a fer la sessió corresponent. Una plaça de la ciutat es diu Plaça del Parlament en record d'aquests fets.
Hertford va prosperar com a lloc de mercat on venia gent de la rodalia a vendre els seus productes. La construcció del canal Lea Navigation el 1767 va millorar les comunicacions i encara més amb l'arribada del ferrocarril el 1843.

## Capital del comtat
Hertford va estar considerada una ciutat principal des de l'època anglosaxona, ja que tenia un governant propi (reeve) nomenat pel rei. Al segle xiii aquest reeve va ser reemplaçat per un batlle (bailiff), que era escollit pels burgesos de la ciutat. En uns documents oficials del 1554 i 1589 s'establia un consell format per onze representants de burgesos i un batlle. En un altre datat el 1605 es canviava el títol de bailiff pel de mayor (alcalde). El 1835, Hertford tenia una corporació municipal; els contribuents escollien dotze consellerrs que triaven quatre regidors (aldermen) i el consell de govern estava format pels quatre regidors més els consellers que junts triaven l'alcalde.
La seva influència sobre la rodalia va ser reconeguda el 1974, quan va ser nomenada capital del comtat de Hertfordshire, dins el districte de l'est d'aquest comtat. Les oficines del comtat estan al County Hall i les del districte en un edifici annex, mentre que les municipals ocupen l'antic castell.
la ciutat està dividida administrativament en 6 partides: Bengeo, Foxholes Estate, Horns Mill, Pinehurst, Rush Green, Sele Farm.

## Economia
La major part dels llocs de treball a Hertford es concentren en les oficines administratives i en la fàbrica de cervesa McMullens. Molts residents treballen a Londres.
Hertford difereix de les ciutats modernes en no tenir un centre comercial, encara que hi ha força botigues i supermercats.

## Agermanaments
Hertford té relacions d'agermanament amb:
- Évron (França)
- Wildeshausen (Alemanya)
- Hartford (Connecticut) (EUA)

## Llocs d'interès

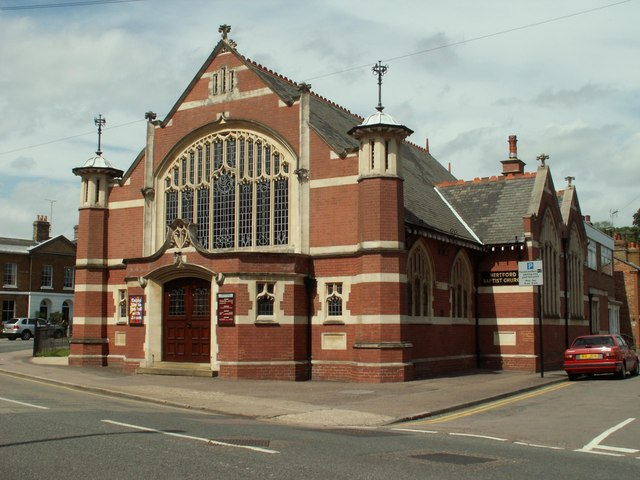
Església baptista

- El castell, que encara que data del 1463 ha estat ampliat i remodelat en segles posteriors.
- Hi ha diverses esglésies, la de Tots Sants i la de sant Andreu són del segle xix, tot i que en l'edat mitjana ja eren llocs de culte.[9] Al districte nord de Bengeo es conserva una senzilla església normanda dedicada a sant Lleonard. Segons una llegenda, en un vitrall de l'església de St Andrew, hi ha una indicació d'on es troba el sant Greal que els templers van rescatar de Terra Santa.[10]
- Al carrer Railway Street encar està l'edifici on es trobaven els quàquers a fer les seves pregàries i és l'edifici més antic d'aquest tipus, ja que data del 1670.
- El Shire Hall, construït el 1779 per Robert Adam, que té a la planta baixa els tribunals del comtat.[11]
- El Hertford Corn Exchange que va ser una llotja on es venia el gra i també una presó.
- El Prince Albert Cottage, al districte de Cowbridge, construït com a model de com havien de ser les cases per a treballadors el 1851 per ser exhibida en la Gran Exposició de Londres. Porta el nom de príncep Albert perquè es va involucrar directament en el disseny i el finançament.[12]
- El museu de Hertford, situat en un edifici del segle xvii.

## Persones rellevants

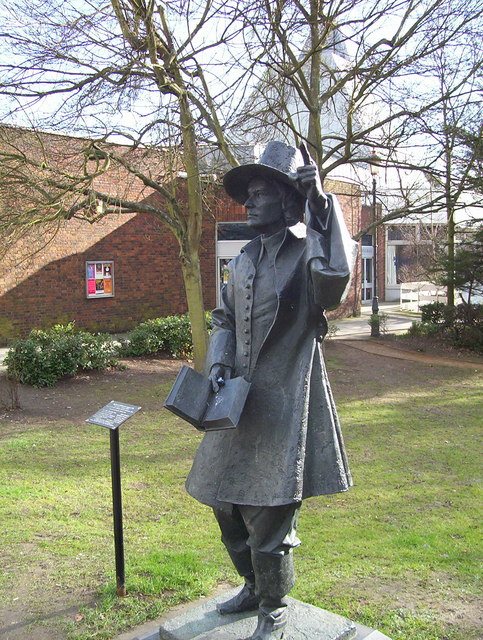
Monument a Samuel Stone.

- Alfred Russel Wallace (1823-1913), que va proposar una teoria sobre la selecció natural al mateix temps que Charles Darwin, va viure a Hertford durant la seva infantesa.
- John Wilkes (1725-1797), polític radical, va ser educat a Hertford.
- El sergent Alfred Alexander Burt VC (1895-1962), del regiment de Hertfordshire, guardonat amb la creu Victòria pel seu coratge en la batalla de Loos.
- El capità W. E. Johns (1893-1968), escriptor de llibres d'aventures i pilot d'aviació.
- Samuel Stone (1602-1663), sacerdot purità que fa fundar la ciutat americana de Hartford, (Connecticut) juntament amb Thomas Hooker.[13]
- Jane Wenham (?-1730), la darrera condemnada per bruixeria a Anglaterra el 1712. El jurat la va trobar culpable però el jutge Powell li va aconseguir un perdó reial.[14]
- En aquest municipi es va formar el popular grup de rock Deep Purple.
- George Ezra (1993), cantant i compositor.